# Microtus savii
Microtus savii är en däggdjursart som först beskrevs av Edmond de Sélys Longchamps 1838.  Microtus savii ingår i släktet åkersorkar, och familjen hamsterartade gnagare. IUCN kategoriserar arten globalt som livskraftig. Inga underarter finns listade i Catalogue of Life. Det svenska trivialnamnet Savis gransork förekommer för arten.

## Utseende
Microtus savii har ungefär samma utseende som kortörad gransork (Microtus subterraneus) men den har ännu kortare öron och en kortare svans. På ovansidan har pälsen en blek rödbrun färg och undersidan är gråaktig. Kännetecknande är rännor på de yttre molarerna. Arten blir 7,5 till 10,5 cm lång (huvud och bål) och har en 2 till 3,5 cm lång svans. Vuxna individer som fångades 1988 hade en genomsnittlig vikt av 18,5 g.

## Utbredning och habitat
Denna åkersork förekommer i Italien (inklusive Sicilien) och i angränsande områden av Schweiz. Arten vistas i låglandet och i bergstrakter upp till 2000 meter över havet. Microtus savii lever i nästan alla habitat som hittas i Italien. Undantag är höga bergstoppar, täta skogar och mycket sandiga, klippiga eller våta landskap. Gnagaren är även vanlig i odlade regioner och i människans samhällen.
Åkersorkar från Kalabrien listas i nyare verk som självständig art, Microtus brachycercus.

## Ekologi
Arten gräver underjordiska tunnelsystem med gångar som ligger 10 till 50 cm under markytan, beroende av hur mjuk marken är. Födan utgörs av olika växtdelar, främst gräs, ärtväxter, korgblommiga växter och amarantväxter. På vintern gnager arten ofta på trädens rötter. Honan föder 1 till 4 ungar per kull. Individer som hölls i fångenskap blev könsmogna 43 till 77 dagar efter födelsen och dräktigheten varade i cirka 22 dagar. Sedan var den genomsnittliga tiden mellan två kullar 29,4 dagar. Ungarna föds nakna med rosa hud och blinda. De väger i början 2 till 3 g, kravlar fram till moderns spenar och suger sig fast. Efter fem dagar rör de sig fritt i boet och efter sju dagar är kroppen helt täckt av päls. Ögonen öppnas 7 till 19 dagar efter födelsen. Under tredje levnadsveckan byter ungarna från moderns mjölk till fast föda.
När modern hotas kort efter ungarnas födelse transporteras ungarna i munnen av en större individ till en skyddad plats. Det kan vara modern, fadern eller ett äldre ungdjur från en tidigare kull. Efter tre dagar sitter ungarna så fast vid moderns spenar att de kan följa med när honan förflyttar sig.